# Текин, Харун
Сами́ Ха́рун Теки́н (тур. Sami Harun Tekin; род. 28 июня 1977, Анкара) — певец, музыкант (гитара, фортепиано), поэт. Является одним из основателей и вокалистом турецкой рок-группы Mor ve Ötesi.

## Биография
Родился 28 июня 1977 года в городе Анкара (столица Турции).
В 1988 году поступил в Частный немецкий лицей Стамбула (İstanbul Özel Alman Lisesi) и в том же году познакомился с Керемом Кабадайы.
В 1996 году Харун начал изучать философию в Босфорском университете, который закончил в 2001 году.
17 августа 1999 года в Турции произошло сильное землетрясение с магнитудой более 7 баллов, после чего Харун начал работать на Açık Radyo Earthquake Communication Centre (Радиоцентр коммуникации землетрясений).
С 2008 года работает на канале Habertürk, где ведёт передачу «Kısa Devre» с соведущими психиатром Джемом Мумджу и актрисой Пелин Бату.

### Творческая деятельность
В 1990 году Харун Текин вместе со своим школьным другом Керемом Кабадайи организовал группу Decision («Решение»). Также в неё вошли Сахин Ялабык (вокал), Алпер Текин (бас-гитара). Когда в 1991 году группа перешла на рок-звучание, Харун начал играть на гитаре. Позднее к ним присоединился Дерин Эсмер (гитара). После ухода Сахина Ялабыка музыканты решили петь на турецком языке, основав в 1995 году группу Mor ve Ötesi («Фиолетовый и остальное»). В новой группе Харун Текин делил роль солиста с Дерином Эсмером, но после его ухода в 1999 году, Текин стал единственным вокалистом.